# Troidini
Troidini este un trib ce conține specii de fluturi din familia Papilionidae, ce cuprinde aproximativ 135 de specii grupate în 12 genuri.

## Taxonomie
Genuri
- Atrophaneura
- Battus
- Byasa
- Cressida
- Euryades
- Losaria
- Ornithoptera
- Pachliopta
- Parides
- Pharmacophagus
- Trogonoptera
- Troides